# Januszówka (Łęczna)
Pour les articles homonymes, voir Januszówka.
Januszówka (prononciation : [januˈʂufka]) est un village polonais de la gmina de Spiczyn dans le powiat de Łęczna de la voïvodie de Lublin dans l'est de la Pologne.
Il se situe à environ 3 kilomètres à l'est de Spiczyn (siège de la gmina), 9 kilomètres au nord-ouest de Łęczna (siège du powiat) et 20 kilomètres au nord-est de Lublin (capitale de la voïvodie).
Le village comptait approximativement une population de 150 habitants en 2006.

## Histoire
De 1975 à 1998, le village est attaché administrativement à l'ancienne Voïvodie de Lublin.

Depuis 1999, il fait partie de la nouvelle voïvodie de Lublin (dite voïvodie orientale).